# Hajnal család
A verebélyi Hajnal család Verebély széki egyházi nemes család.
Már 1570-ben számos helyen (Bánkeszi, Bátorkeszi, Egyháznagyszeg, Érsekújvár-Nyárhíd, Garamkelecsény, Kisgyőröd, Letkés, Libád, Magyarszőgyén+Vásárhely, Marcelháza, Nagyölved, Néved, Perbete, Újbars) felbukkannak Hajnal nevűek, többek között Esztergom-, Komárom- és Nyitra vármegyében.
1664-ben Verebélyen Hajnal Pál legény, Nagykéren Hojnal Mihály szerepelt az újvári ejálet defterében.
1694-ben többekkel együtt pereskedtek a Tóth család ellenében. 1700-ban Kollonich Lipót érsektől Hajnal István kapott adományt Verebélyen, az Újváry kúriában. A 18. század elején Verebélyen Hajnal Gergely és István voltak birtokosok.
1730-ban Gyárfás Julianna pereskedett Hajnal Gergellyel. 1748-ban Süteő András pereskedett Hajnal Istvánnal. 1752-ben Csáky Miklós esztergomi érsek beiktatására küldött verebély széki lovasságban Hajnal István káplár volt. 1754-ben Hajnal István Dicskén élhetett, de 1758-ban Verebélyen végrendelkezett. Eszerint bátyja Hajnal Gergely, felesége Szakállos Borbála, mostohalánya pedig Nohaj Julianna volt. 1755-ben is Verebélyen élt, tanúskodott és 64 év körüli lehetett. Hajnal Istvánné (korábban Nohaj Jánosné) Szakállos Borbála és Szakállos András a verebélyi Új Hegy prédium kilencedét 1755-ben s azt megelőzően is megtagadták a verebélyi plébánostól. 1755-ben pereskedett Hajnal Mihály Varga Imrével.
1777-ben néhai Hajnal Gergely lánya Mária kérte hogy atyja verebélyi birtokából Hajnal Ferenc és János által bitorolt leánynegyedet szolgáltassák neki ki, mint ahogy Hajnal István anyai portiojában is részes kellene legyen. 1780-ban Hajnal Gergely fiai István, Mihály és János pereskedtek Hajnal Istvánnal. 1780-ban Hajnal Mihály öccse Ferenc összeveszett szomszédjával Pély József jobbággyal s kútjukat ganajjal szennyezte be. 1782-ben míg Hajnal Ferenc az aranyosmaróti vásáron volt, szomszédja Verebélyi Imre összeveszett az ő feleségével. Miután hazaért a két szomszéd szóban becstelenítette egymást. 1784-ben Hajnal Mihály és felesége Kovács Katalin összeakaszkodtak a verebélyi határban testvéreikkel Hajnal Ferenccel és Jánossal, mivel bátyjuk nem adta nekik bérbe földjeit. 1787-ben Sztrakovszky György felesége Hajnal Mária 50 év körüli tanúskodott. 1797-ben Verebélyen Hajnal Mihályt és Ferencet írták össze, s valószínűleg utóbbi személyesen inszurgált.
1821-ben Haynal Mihály volt Varga Pál árváinak gyámatyja. 1828-ban Hajnal János adósság miatt pereskedett Egyed Józseffel. 1830-tól kezdődően Hajnal János, majd később Nagykéren lakó lánya özvegy Kántor Jánosné Hajnal Anna pereskedett Mészáros Antallal, majd özvegyével Tsoczky Apollóniával. 1845-ben Legát János verebélyi lakos panaszt nyújtott be Hajnal Károly és Alajos cselédjei ellen, de azok közben más szolgálatba álltak.

## Neves családtagok
- Hajnal István 1689-ben a verebélyi járás szolgabírója[26]
- Hajnal Mihály 1831-től verebély széki aljegyző, s ugyanakkor jelölték a verebélyi járás főszolgabírájának, illetve néveri járás alszolgabírájává is, de nem választották meg[27]
- Haynal Alajos a verebélyi szék esküdtje 1844-ben[28]